# 20 минут
«20 минут» — медийный бренд, принадлежащий холдингу «20 Min Holding», который в свою очередь принадлежит испанскому  медиаконцерну Henneo. 
Под этим брендом выходят ежедневные бесплатные газеты во Франции («20 minutes» на французском языке), Испании («20 minutos» на испанском языке) и Швейцарии (на французском и «20 Minuten» на немецком языке), а также на Украине («20 хвилин» на русском и украинском языках). Распространяются по свободной лицензии CC-BY-SA. Холдинг является лидером на рынке свободных газет в Испании, Франции, Швейцарии. Газета впервые начала публиковаться в Испании в 1999 году мадридской фирмой «Multiprensa & Mas S.L.».
Название «20 минут» соответствует среднестатистическому времени, которое европеец проводит в общественном транспорте за чтением газет по пути на работу.